# Dipsas neuwiedi
Dipsas neuwiedi är en ormart som beskrevs av Ihering 1911. Dipsas neuwiedi ingår i släktet Dipsas och familjen snokar. Inga underarter finns listade i Catalogue of Life.
Denna orm förekommer i östra Brasilien i delstaterna Minas Gerais, Espírito Santo, Bahia, Paraná, Pernambuco, Rio de Janeiro, Santa Catarina och São Paulo. Arten lever i låglandet och i bergstrakter upp till 1450 meter över havet. Individerna vistas i Atlantskogen och i områden som gränsar till savannlandskapet Cerradon. Dipsas neuwiedi är nattaktiv och klättrar ibland i växtligheten. Den har främst blötdjur som föda och äggläggningen sker mellan augusti och februari. En hona hade åtta ägg. Ormen blir upp till 66 cm lång.
För beståndet är inga hot kända. I utbredningsområdet ingår flera skyddszoner. IUCN listar arten som livskraftig (LC).